# Constantine Walter Benson
Pour les articles homonymes, voir Benson.
Constantine Walter Benson, né en 1909 et mort en 1982, est un officier et ornithologue britannique.
En 1965, il est promu officier de l'Ordre de l'Empire britannique (OBE).

## Ouvrages
- Birds of the Comoro Islands (1960)
- A Contribution to the Ornithology of Zambia (1967)
- Birds of Zambia (1971)
- The Birds of Malawi (1977).